# پری‌آباد (قوچان)
پری آباد، روستایی است از توابع بخش مرکزی شهرستان قوچان در استان خراسان رضوی ایران.

## جمعیت
این روستا در دهستان شیرین دره قرار داشته و بر اساس سرشماری سال 1399 جمعیت آن 500نفر (141خانوار) بوده‌است.